# 311
311 је била проста година.

## Догађаји
- Максимин Даја и Лициније деле Источно римско царство између себе.
- Максимин поново започиње прогон хришћана, охрабрујући своје поданике да га моле да то учине.
- Плашећи се савеза између Лицинија и Константина, Максимин склапа тајни савез са царем Максенцијем.
- Донатистички раскол почиње у Афричкој цркви.

### Април
- 30. април — Римски цар Галерије, велики прогонитељ хришћана, на самрти је издао Едикт о толеранцији којим позива на обуставу прогона.

### Мај
- 5. мај – Галерије умире у 51. години од тешке болести, вероватно колоректалног карцинома или Фурнијеове гангрене.

### Јун
- 2. јул – Папа Милтијад наслеђује папу Јевсевија као 32. римски папа.
- 13. јул – Хуаи од Ђин, цар из династије Ђин, заробљен је у Луојангу. Главни град је опљачкао Лиу Цонг, владар државе Ксионгну; освајачи побили око 30.000 грађана.

## Смрти
- Википедија:Непознат датум — Свештеномученик Силуан - хришћански светитељ и епископ гаски.
- Википедија:Непознат датум — Свети Кир и Јован - хришћански светитељи.
- Википедија:Непознат датум — Петар Александријски
- Википедија:Непознат датум — Домиције Александар
- 3. децембар — Диоклецијан, римски цар. (*244)